# Kritična veličina
Kritična veličina (prema grč. ϰρıτıϰός, od ϰρίνεıν: razlučivati, prosuđivati) je vrijednost pojedine fizikalne veličine kod koje se, uz određene uvjete, zbiva određena fizikalna promjena. Kritična veličina može biti fizikalna konstanta u graničnom stanju ravnoteže (u kritičnom stanju) između dviju faza.
Neke kritične veličine su:
- kritična temperatura je temperatura na kojoj se zbiva neki fazni prijelaz, na primjer najviša temperatura na kojoj se neki plin još može pretvoriti u tekućinu; kritičnom se naziva i temperatura na kojoj se javlja prijelaz iz feromagnetizma u paramagnetizam ili iz supravodljivog u normalno stanje vodiča.
- kritični tlak je najmanji tlak pri kojem se na kritičnoj temperaturi plin može pretvoriti u tekućinu.
- kritični volumen je volumen ili obujam što ga zauzima jedan mol plina na kritičnoj temperaturi pod kritičnim tlakom. Tri vrijednosti navedenih veličina čine kritičnu točku u dijagramu stanja.
- kritična gustoća je gustoća neke tvari na njezinoj kritičnoj temperaturi i pod kritičnim tlakom.
- kritični kut je upadni kut kod kojega nastaje totalna refleksija svjetlosti na granici gušćega prema optički rjeđemu sredstvu.
- kritična masa je najmanja masa neke tvari podložne nuklearnomu cijepanju koja je potrebna da bi došlo do lančane reakcije.
- kritična brzina strujanja neke realne tekućine kroz cijev ili kanal određenoga pada i hrapavosti stijenki brzina je pri kojoj strujanje prelazi iz laminarnoga (to jest strujanja bez vrtloga) u turbulentno strujanje (strujanje s vrtlozima), a određuje se Reynolsovim brojem. Kritična brzina strujanja nekog plina jednaka je brzini širenja zvuka kroz taj plin.
- kritični broj okretaja je broj okretaja nekog stroja koji odgovara vlastitoj frekvenciji titranja nekoga dijela stroja ili stroja u cjelini. Ako se rad stroja približi kritičnomu broju okretaja, nastaje rezonancija, to jest rad uz povećane progibe uvijanja ili savijanja, što ima za posljedicu povećanje naprezanja, a može uzrokovati i lom materijala.[1]